# Irlanda en los Juegos Europeos de Minsk 2019
Irlanda participó en los Juegos Europeos de Minsk 2019. Responsable del equipo nacional fue la Federación Olímpica de Irlanda.
La portadora de la bandera en la ceremonia de apertura fue la jugadora de bádminton Chloe Magee.

## Medallistas
El equipo de Irlanda obtuvo las siguientes medallas:
| Nombre                   | Deporte   | Competición              |
| ------------------------ | --------- | ------------------------ |
| Oro                      |           |                          |
| Kurt Walker              | Boxeo     | Gallo (–56 kg) M         |
| Plata                    |           |                          |
| Michaela Walsh           | Boxeo     | Gallo (–57 kg) F         |
| Kellie Harrington        | Boxeo     | Ligero (–60 kg) F        |
| Bronce                   |           |                          |
| Samuel Magee Chloe Magee | Bádminton | Doble mixto              |
| Regan Daly               | Boxeo     | Mosca ligero (–49 kg) M  |
| Michael Nevin            | Boxeo     | Medio (–75 kg) M         |
| Grainne Walsh            | Boxeo     | Wélter ligero (–64 kg) F |